# Sammy Alex Mutahi

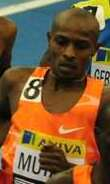

Sammy Alex Mutahi, född den 1 juni 1989, är en kenyansk friidrottare som tävlar i medeldistanslöpning.
Mutahis genombrott kom under 2009 då han slutade trea på 3 000 meter vid IAAF World Athletics Final 2009 på tiden 8.04,64.

## Personliga rekord
- 3 000 meter - 7.31,41 från 2009
- 5 000 meter - 13.10,17 från 2009
- 10 000 meter - 27.12,47 från 2007